# Manuela Moura Guedes
Manuela Moura Guedes (Cadaval, 23 de dezembro de 1955) é uma ex-profissional de televisão e ex-cantora portuguesa.

## Biografia
Manuela Moura Guedes é natural do Cadaval e viveu em Torres Vedras, onde frequentou o Liceu Nacional. Daí, seguiu para a Faculdade de Direito da Universidade de Lisboa, onde chegou a ser monitora de Teoria Geral do Direito Civil, ficando a poucas disciplinas de terminar o curso. Ao mesmo tempo, entrava na televisão, como locutora de continuidade, na RTP, em 1978. Apresentaria o Festival RTP da Canção de 1979, acompanhando Fialho Gouveia, numa altura em que ainda usava o nome de Manuela Matos. "Matos" era o apelido do primeiro marido, com quem esteve casada dois anos.
Grava dois singles sem grande impacto: "Conversa Fiada" (1979) e "Sonho Mau" (1980). Na rádio, torna-se uma das vozes da Rádio Comercial, em programas como Grafonolona Ideal e TNT - Todos No Top. Casa-se com Francisco de Assis de Carvalho Jácome [de Sousa Pereira] de Vasconcelos (da Valentim de Carvalho), com quem teve um filho, Francisco de Assis Guedes Pereira Jácome de Vasconcelos, a 30 de maio de 1983 (41 anos). O single Flor Sonhada, saído em 1981, com duas canções compostas por Miguel Esteves Cardoso, incluindo "Foram Cardos, Foram Prosas", revela-se um sucesso. Em 2022, a Blitz elegeu "Foram Cardos, Foram Prosas" como uma das "101 canções que marcaram Portugal", afirmando que o tema de Moura Guedes "foi o início de uma confluência criativa que conseguiu pôr em alerta o mainstream do rock que se fazia e que se viria a fazer em Portugal".  Em 1982, lançaria o álbum Alibi, cuja instrumentalização ficou a cargo dos GNR e cujas vendas fracassaram. Na televisão, continuou no entretenimento, com a apresentação de Berros e Bocas, na RTP1, ao lado de Luís Filipe Barros. Na Rádio Comercial, iria ainda apresentar um programa com o jornalista Henrique Garcia. Em 1983, passa para o Telejornal. Apresentou durante seis anos (entre 1986 e 1992), na RTP2, o noticiário Jornal das 9. Em 1992, apresenta o programa Raios e Coriscos, ao lado de Miguel Esteves Cardoso e Catarina Portas.
Em 1995, é eleita deputada à Assembleia da República, pelo Partido Popular, tendo saído do parlamento nacional um ano depois. Chega à TVI em 2000, tornando-se pivô do Jornal Nacional, após o grande rebranding da TVI. O seu estilo peculiar, marcadamente sensacionalista, valeu-lhe várias criticas de diversos setores políticos e sociais, assim como da própria classe jornalística. Resistindo a essas críticas, manteve a sua preponderância na TVI, por influência do então diretor de informação José Eduardo Moniz (que era, já na altura, seu marido, e com quem teve dois filhos). Afastada, em 2005, pelos proprietários da estação, regressou como apresentadora do Jornal Nacional - 6ªFeira, que esteve no ar em 2008 a 2009, conhecendo uma suspensão definitiva pela administração do grupo espanhol Prisa a 3 de setembro desse último ano ano. Na sequência desse acontecimento, Manuela Moura Guedes apresentou a sua demissão da direção de informação da TVI, continuando como funcionária da estação até 2011.
Depois de dois anos no desemprego, o regresso à televisão de Manuela Moura Guedes aconteceu na RTP1, em 2013, com a apresentação de uma nova edição do popular concurso Quem Quer Ser Milionário?, que durou até 2015. A 6 de outubro de 2014, iniciou a sua colaboração como comentadora do programa Barca do Inferno, na RTP Informação, juntamente com Isabel Moreira, Marta Gautier (depois substituída por Sofia Vala Rocha) e Raquel Varela. Manuela Moura Guedes abandonou o programa em 8 de junho de 2015, por sua iniciativa, de uma forma polémica. Em outubro de 2018, volta ao comentário político e social, desta vez na SIC, com a rubrica "A Procuradora", emitida às segundas-feiras, como parte do Jornal da Noite, até 2020.
Em 2019, participou no filme português Diamantino, como "Gisele".

## Televisão

### RTP
- 1979 Festival RTP da Canção 1979
- 1981 Bom Dia Domingo
- 1982 Gala de Prata - 25 Anos RTP
- 1982 Berros e Bocas
- 1983 O Caminho da Glória
- 1983-1986; 1992-1993; 1995 Telejornal
- 1986-1992 Jornal das 9
- 1993-1994 Raios e Coriscos
- 2013-2015 Quem Quer Ser Milionário?
- 2014-2015 Barca do Inferno

### SIC
- 2017-2018 D'Improviso (convidada)
- 2018-2020  Rubrica "A Procuradora", do Jornal da Noite

### TVI
- 2000-2005 Jornal Nacional
- 2008-2009 Jornal Nacional - 6ª Feira

## Discografia
Singles
- Sonho Mau / Sonho Bom (Boom-Nova, 1980);
- Flor Sonhada / Foram Cardos, Foram Prosas (EMI-Valentim de Carvalho, 1981).

Álbuns
- Alibi (EMI-Valentim de Carvalho, 1982, reeditado em 2007).

## Vida pessoal
Manuela Moura Guedes sofre de depressão "há duas décadas" - que, segunda a própria, é grave - e toma antidepressivos para a combater. Em 2024, em conversa com Júlia Pinheiro no videocast Menos Pausa, desta última, Moura Guedes confessou o seguinteː "Segundo os médicos, eu sofri um trauma (...) do qual eu não consigo passar. Daí tomar antidepressivos..." Neste espaço, contou que quase não sai de casa.